# Blicke windwärts
Blicke windwärts (englischer Originaltitel: Look to Windward, erschienen 2000) ist der sechste veröffentlichte Science-Fiction-Roman aus dem Kultur-Zyklus von Iain M. Banks.

## Inhalt
800 weitgehend friedliche Jahre sind seit dem Krieg zwischen der Kultur und den Idiranern vergangen. Die Chelgrianer, eine Zivilisation der Stufe 4 auf dem Planeten Chel, pflegen seit über 6.000 Jahren ein ausgeprägtes, äußerst rigides Kastenwesen und werden daher von den älteren Zivilisationen als nicht besonders interessante, leicht barbarische Spezies mit kaum durchschnittlichen Fähigkeiten und mäßigen Zukunftsaussichten eingestuft. Kurz nachdem die Chelgrianer die Fertigkeit entwickelt hatten, die eigene Persönlichkeit auf externe Medien zu übertragen, gingen 6 % ihrer Bevölkerung mehr oder weniger spontan in die Erhabenheit ein. Diese Erhabenen, die sich selbst Chelgri-Puen nennen, pflegen noch immer engen Kontakt mit dem Rest der Spezies. Die Chelgri-Puen schufen für die restlichen Chelgrianer einen Himmel, der jedoch eine Einlassbeschränkung aufweist. Nach einer missglückten politischen Intervention der Kultur in dieser Angelegenheit kommt es auf Chel zu einem Bürgerkrieg, in dessen Verlauf fünf Milliarden Chelgrianer sterben. Unter diskreter Mitwirkung der Kultur schließen die Kontrahenten des Bürgerkriegs einen brüchigen Frieden miteinander, sind aber nicht in der Lage, Vergeltung zu üben, was nach chelgrianischem Denken unabdingbar wäre. Die Chelgri-Puen offenbaren den Chel, dass auf der Schwelle zum Himmel fünf Milliarden chelgrianische Seelen, die Opfer des Bürgerkriegs, auf Einlass warteten, der ihnen wegen ihres nicht ehrenhaften Todes jedoch verwehrt sei. Erst dann, wenn die Kultur den gleichen Blutzoll entrichtet habe wie die Chel, sei die Seelenrettung möglich.
Die Chelgrianer sind militärisch zu schwach, um die Kultur wirkungsvoll angreifen zu können. Gemäß den Prinzipien der asymmetrischen Kriegführung beschließt eine einflussreiche Splittergruppe im Führungsstab der Chel, das Planziel – fünf Milliarden Kultur-Tote – mittels Terror zu erreichen. Da sie auf anonyme Unterstützung durch eine ältere galaktische Zivilisation zurückgreifen können, sind sich diese Planer ihres Erfolges gewiss.
Als Werkzeug für ihr Tun haben sie Major Quilan ausersehen, einen Veteranen des Bürgerkrieges. Er hat den Tod seiner Gefährtin nicht verkraftet und sucht deshalb, hochgradig suizidal, nach einer Möglichkeit, seinem Leben möglichst ehrenvoll ein Ende zu bereiten. Nach eingehenden Tests und umfangreichem Training wird ihm ein Partner zur Seite gestellt: Quilans Seelenhort (engl. soulkeeper), worin sein persönliches Bewusstsein gespeichert ist, wird modifiziert und eine zweite Persönlichkeit zugefügt. Diese Person ist der vor 86 Jahren verstorbene Brigadegeneral Sholan Hadesh Hoyler, ein vorgeblicher Kulturexperte. Der extrem chauvinistische Militär soll dafür sorgen, dass Quilan seinen Auftrag auch wirklich durchführt. Das hält er Quilans Bewusstsein gegenüber jedoch geheim.
Seit dem Ende des Bürgerkriegs lebt Mahrai Ziller, ein berühmter chelgrianischer Komponist, im Exil auf dem Masaq-Orbital der Kultur. Er verabscheut seine eigene Spezies und das tief in ihr verwurzelte Kastensystem. Major Quilans offizieller Auftrag lautet, das Orbital zu besuchen und Ziller zur Rückkehr zu bewegen; da Teile seines Gedächtnisses – bis zum Erreichen des Ziels – selektiv gelöscht wurden, hält Quilan das für die Wahrheit. Tatsächlich soll er mittels ebenfalls in seinem Seelenhort verborgener Technik einen Anschlag auf die Nabe und damit das Gehirn des Orbitals verüben, wodurch voraussichtlich vier bis fünf Milliarden Orbitalbewohner sterben sollen, damit die chelgrianischen Seelen Eingang in den Himmel finden.
Ziller wird vom Zentralgehirn des Orbitals (Nabe) beauftragt, ein Musikstück zu komponieren, mit dem an ein besonders grausames Kapitel im Krieg zwischen der Kultur und den Idiranern erinnert werden soll. Nabe war seinerzeit als Gehirn des Kulturschiffs Bleibender Schaden (engl. GSV Lasting Damage) selbst an diesem Ereignis beteiligt. Als Ziller von Quilans Mission erfährt, gibt er sich mit Erfolg große Mühe, diesem nicht zu begegnen. Währenddessen fungiert ein gemeinsamer Bekannter von Ziller und Nabe – der Homomdaner Kabo – als Cicerone für Quilan. 
Große Teile des Romans werden aus der Sicht von Quilan/Huyler bzw. Ziller/Kabo/Nabe geschildert. Daneben aber gibt es einen Erzählstrang, der in einer galaktischen Luftsphäre spielt, wo der Kultur-Gelehrte Uagen Zlepe fliegende Riesenwesen, Behemotauren, studiert. Der Gelehrte entdeckt zufällig einen schwer verletzten Behemotaurus, in dem er Reste chelgrianischer Technik, Leichen und einen sterbenden Agenten der Besonderen Umstände findet. Der Agent fleht ihn an, das Masaq-Orbital vor einem unmittelbar bevorstehenden Anschlag zu warnen. Uagen Zlepe macht sich auf den Weg, geht dabei aber verloren und stirbt gewaltsam.
Obwohl Uagen Zlepes Mission scheitert, wird der Anschlag auf das Orbital vereitelt. Dabei stellt sich heraus, dass Nabe, das Gehirn von Masaq, ebenso todessehnsüchtig ist wie Major Quilan. Auf dem Höhepunkt der Aufführung von Zillers Requiem begehen beide gemeinsam Selbstmord.
Eine vierte Protagonistin taucht an drei Stellen der Geschichte auf: Eine multiple Nanodrohne der Kultur, hergestellt aus A-Staub, materialisiert sich in Gestalt einer chelgrianischen Frau auf dem Heimatplaneten der Chel. Zunächst hat sie nur beobachtende Funktion; nachdem jedoch die Verschwörung gegen das Masaq-Orbital aufgedeckt wurde, vollstreckt die Kultur mit dieser Drohne mehrere grausame Todesurteile gegen die Verantwortlichen in der chelgrianischen Führungsspitze.

### Zusammenhang innerhalb des Kultur-Zyklus
Das Buch kann als lose Fortsetzung des zuerst erschienenen Romans Bedenke Phlebas gesehen werden. Während des Idiranischen Krieges war das Schiff Bleibender Schaden – sein Gehirn ist jetzt das Masaq-Gehirn – in die Kampfhandlungen verwickelt, die den Ausgangspunkt für Bedenke Phlebas darstellen. Im Gedenken an diesen Krieg wird das von Ziller komponierte Werk genau zu dem Zeitpunkt aufgeführt, an dem das Real-Licht der bei dieser Schlacht ausgelösten Doppel-Supernova auf Masaq eintrifft.
Sowohl der Titel Bedenke Phlebas (engl. Consider Phlebas) als auch Blicke windwärts (engl. Look to Windward) sind dem Gedicht Das wüste Land von T.S. Eliot entlehnt und stehen diesem Buch als Epigraph voran:

“Gentile or Jew,

O you who turn the wheel and look to windward,

Consider Phlebas, who was once handsome and tall as you.”

„Heide oder Jude,

O ihr, die ihr am Steuer steht und windwärts schaut,

Denkt an Phlebas, der einst schön und groß war wie ihr.“

In Blicke windwärts gewährt Ian Banks den bisher tiefsten Einblick ins Alltagsleben der Kultur. Meist aus der Perspektive des Komponisten Ziller beschreibt Banks die Orbitalbewohner bei ihrem vielfältigen, manchmal durchaus skurrilen, sportlichen und kulturellen Zeitvertreib. Daneben behandelt das Buch tiefgründige Themen wie das Exil, den Umgang mit Verlusten oder die religiös-ethische Rechtfertigung von Massenmord.
Das Ende des Romans zeigt schließlich die harte und rachsüchtige Seite der sonst eher weichen und hedonistischen Kultur. Ein metaphysischer Epilog, einige hundert Millionen Jahre nach den geschilderten Ereignissen angesiedelt, deutet das langfristige Schicksal der Kultur als technologisch unbeschränktes anarchistisches Utopia an.

## Ausgaben
- Iain M. Banks: Look to Windward. Orbit, London 2000, ISBN 1-85723-981-4 (englisch).
- Iain M. Banks: Blicke windwärts. Heyne, München 2003, ISBN 3-453-87066-2.